# Tetranemertes hermaphroditicus
Tetranemertes hermaphroditicus är en djurart som tillhör fylumet slemmaskar, och som först beskrevs av Gibson 1982.  Tetranemertes hermaphroditicus ingår i släktet Tetranemertes och familjen Emplectonematidae. Inga underarter finns listade i Catalogue of Life.